# Schrondweiler
Schrondweiler – wieś (Uertschaft) w środkowym Luksemburgu, w kantonie Mersch, w gminie Nommern. Do 3 października 2015 miejscowość leżała w dystrykcie Luksemburg. Liczy 399 mieszkańców (31 grudnia 2022). 